# Attenborosaurus conybeari
L'attenborosauro (Attenborosaurus conybeari) è un rettile marino estinto appartenente ai plesiosauri. Visse nel Giurassico inferiore (circa 190 milioni di anni fa) e i suoi resti sono stati rinvenuti in Inghilterra.

## Descrizione
Come tutti i plesiosauri, anche Attenborosaurus possedeva un collo molto lungo e quattro zampe trasformate in pinne. Il corpo era relativamente schiacciato, e la coda era corta. Il cranio, al contrario di molti altri plesiosauri, era piuttosto allungato e massiccio, e terminava in un rostro appuntito fornito di lunghi denti acuminati e conici. In questo ricordava molto i rappresentanti del gruppo dei romaleosauridi, apparsi più o meno nello stesso periodo (come Archaeonectrus o Macroplata).

## Classificazione
Uno scheletro quasi completo di questo animale rinvenuto presso Charmouth fu descritto nel 1881 con il nome di Plesiosaurus conybeari e venne conservato al museo di Bristol, ma venne distrutto durante i bombardamenti della Seconda guerra mondiale. Questo scheletro, mancante solo della punta della coda, era molto notevole perché presentava quella che sembrava essere l'impronta della pelle, conservata sotto forma di sottile pellicola per tutto il corpo. Non erano presenti scaglie ed è quindi probabile che non solo questo animale, ma tutti i plesiosauri possedessero una pelle liscia.
In ogni caso, il British Museum di Londra aveva in precedenza realizzato un calco dell'esemplare prima che questo fosse distrutto. Nel 1993, Robert Bakker ristudiò l'esemplare e pervenne alla conclusione che P. conybeari apparteneva a un nuovo genere, Attenborosaurus (dal nome del documentarista e regista David Attenborough). Analisi cladistiche recenti indicano che questo animale era un rappresentante basale dei pliosauridi, il gruppo di plesiosauri dotati generalmente di lunghi crani e colli relativamente corti (Benson e Druckenmiller, 2013).